# Bolitoglossa nigrescens
Espèce
Synonymes
- Magnadigita nigrescens Taylor, 1949

Statut de conservation UICN

 EN B1ab(iii) : En danger
Bolitoglossa nigrescens est une espèce d'urodèles de la famille des Plethodontidae.

## Répartition
Cette espèce est endémique du Costa Rica. Elle se rencontre entre 1 650 et 3 000 m d'altitude dans la cordillère de Talamanca.

## Description
Les femelles mesurent de 58,1 à 94,1 mm sans la queue, celle-ci représente 80 % de la longueur standard ; soit entre 105 et 170 mm de longueur totale.

## Publication originale
- Taylor, 1949 : New salamanders from Costa Rica. University of Kansas Science Bulletin, vol. 33, no 6, p. 279-288 (texte intégral).